# Оллман, Валари
Валари Кэролин Оллман (англ. Valarie Allman; род. 23 февраля 1995, Ньюарк) — американская метательница диска, двукратная олимпийская чемпионка (2020 и 2024).

## Биография
Начала заниматься метанием диска с 2011 году победив в молодёжном чемпионате США до 16 лет. Окончила среднюю школу «Silver Creek» в Лонгмонте, штат Колорадо, в 2013 году. Она окончила Стэнфордский университет со степенью бакалавра в области дизайна продуктов в 2017 году.
Проходя обучение Оллман стала семикратным чемпионом США молодёжных турниров.
Она представляла США на летней Универсиаде 2017 года, где выиграла серебряную медаль, и на чемпионате мира 2017 года, где не прошла квалификацию в финал. В 2018 году завоевала бронзу на Кубке мира по легкой атлетике в Лондоне, серебро на чемпионате NACAC и стала чемпионкой США 2018 года.
На чемпионате мира 2019 года заняла 7-е место.
Личный рекорд Оллман в соревнованиях составляет 70,15 м установлен в Ironwood Throws Center Invitational в Ратдраме, штат Айдахо, в 2020 году.
Сейчас она проживает в Остине, штат Техас, и тренируется под руководством тренера Зебулона Сиона в Техасском университете и является волонтером.
В 2021 году с результатом 68,98 метров выиграла золотую медаль на Олимпийских играх в Токио.
Вэл Оллман побила свой американский рекорд в метании диска 71,16 м (233 фута 5 дюймов), 12 сентября 2021 г. — Берлин, Германия.
5 августа 2024 года на Олимпийских играх в Париже уверенно выиграла своё второе олимпийское золото. Уже в квалификации 2 августа Оллман метнула диск в первой попытке на 69,59 м, ближайшая соперница проиграла почти 4 метра. В финале Оллман 4 раза метала диск за 68 метров, а никому из соперниц это не удалось ни разу. В итоге Оллман победила с результатом 69,50 м, Фэн Бинь и Сандра Элкасевич отстали на 1,99 м.

## Основные результаты
| Год  | Турнир                        | Место проведения       | Место   | Дисциплина    | Результат |
| ---- | ----------------------------- | ---------------------- | ------- | ------------- | --------- |
| 2014 | Чемпионат мира среди юниоров  | Юджин, США             | 2       | Метание диска | 56,75 м   |
| 2015 | Универсиада                   | Кванджу, Южная Корея   | 5       | Метание диска | 55,68 м   |
| 2017 | Чемпионат мира                | Лондон, Великобритания | 28 (кв) | Метание диска | 53,85 м   |
| 2017 | Универсиада                   | Тайбэй, Тайвань        | 2       | Метание диска | 58,36 м   |
| 2018 | Кубок мира по лёгкой атлетике | Лондон, Великобритания | 3       | Метание диска | 61,10 м   |
| 2018 | Чемпионат NACAC               | Торонто, Канада        | 2       | Метание диска | 59,67 м   |
| 2019 | Чемпионат мира                | Доха, Катар            | 7       | Метание диска | 61,82 м   |
| 2021 | Олимпийские игры              | Токио, Япония          | 1       | Метание диска | 68,98 м   |